# Eteoneus
Eteoneus is een geslacht van wantsen uit de familie van de Tingidae (Netwantsen). Het geslacht werd voor het eerst wetenschappelijk beschreven door William Lucas Distant in 1903.

## Soorten
Het genus bevat de volgende soorten:

- Eteoneus angolensis Drake, 1955
- Eteoneus angulatus Drake & Maa, 1953
- Eteoneus assamensis Péricart, 1985
- Eteoneus atigolensis Drake
- Eteoneus boops (Blöte, 1945)
- Eteoneus cinchonaensis Livingstone & Jeyanthibai, 1994
- Eteoneus confectus Drake, 1942
- Eteoneus congolensis Schouteden, 1923
- Eteoneus dilatatus (Distant, 1903)
- Eteoneus esakii Drake, 1939
- Eteoneus flavicornis Linnavuori, 1977
- Eteoneus homelys Drake & Ruhoff, 1962
- Eteoneus inopinus Drake, 1945
- Eteoneus lectus Drake, 1960
- Eteoneus megistus Drake & Ruhoff, 1965
- Eteoneus minor Schouteden, 1955
- Eteoneus palauensis Guilbert, 2001
- Eteoneus peroronus Drake, 1942
- Eteoneus samoaensis Guilbert, 2001
- Eteoneus sarptus Drake & Poor, 1937
- Eteoneus sigillatus Drake & Poor, 1936
- Eteoneus virtutis Drake & Poor, 1937
- Eteoneus visendus Drake & Poor, 1937
- Eteoneus yasumatsui Takeya, 1962